# نيكول دايفيد
داتوك نيكول آن ديفيد (بالإنجليزية: Nicol David) (من مواليد 26 أغسطس 1983) هي لاعبة اسكواش ماليزية، تحتل حاليا المركز الثالث عالميا منذ أغسطس 2006، وكانت نيكول رقم واحد في العالم بمقدار 108 شهرا قياسية على التوالي، وأخيرا تخلت عن الترتيب في يوليو 2015 إلى رنيم الوليلي. وقد حصلت على لقب بطولة العالم سجل 8 مرات في 2005 و 2006 و 2008 و 2009 و 2010، 2011، 2012 و 2014، فضلا عن لقب بطولة بريطانيا المفتوحة في عام 2005، 2006، 2008 ، 2012 و 2014.
نيكول هي أول لاعبة الاسكواش قد حصلت على لقب العالم للناشئين مرتين. في عامي 1999 و 2001 تحت وصاية ريتشارد انفيلد. بقيت الوحيد لاعب الاسكواش الإناث قد حقق هذا، حتى يحتذى رنيم شركة Weleily الفذ ديفيد بالفوز بطولة الثانية لها العالم للشباب في عام 2007. ديفيد انضم WISPA والاحتراف في عام 2000 عندما فازت بأول لقب WISPA لها، بعد شهر واحد فقط على الجولة. وجاء فوز في فبراير الماضي، عندما هزمت سلمى شبانة في المباراة النهائية لSavcor الفنلندية المفتوحة. في 7 يونيو 2008، تم تكريم ديفيد مع وسام الاستحقاق (داراج Bakti) أو D.B. بالتزامن مع عيد ميلاد جلالة الملك توانكو ميزان زين العابدين. وكانت أول متلق لهذه الجائزة التي تأسست في 26 يونيو 1975. ودعي ديفيد أيضا لحمل الشعلة الاولمبية لماليزيا خلال الفترة التي سبقت دورة الألعاب الاولمبية في أثينا عام 2004 وتعيينه سفيرا للنوايا الحسنة برنامج الأمم المتحدة الإنمائي الوطني لماليزيا.
يعتبر البعض أن يكون واحدا من اللاعبين أكبر للمرأة الاسكواش في كل العصور، وتشمل الإنجازات البارزة الأخرى داود والاسكواش بطولة آسيا، التي حصلت على رقم قياسي تسع مرات (في عام 1998، 2000، 2002، 2004، 2006، 2008، 2010، 2011 و 2015). كما عقدت لمدة 13 شهر، 51 مباراة متتالية، في الفترة من مارس 2006 وحتى أبريل 2007، عندما خسرت في النهاية إلى ناتالي Grinham في المباراة النهائية لسول المفتوحة عام 2007. وقد حصلت ديفيد أيضا لاعب جائزة القمة العالمية للسنة في سبع مناسبات، 2005-2010 و 2012.

## حياتها الشخصية
ولدت في بينانق، نيكول ديفيد هي ابنة آن ماري ديفيد، الماليزي معلم مدرسة صينية متقاعد، وديزموند ديفيد، وهو مهندس هندي ماليزي، وهو أيضا رياضي الدولة السابق ولاعب كرة القدم. لديها أختان، ليان وشيريل، وكلاهما يتم إنجاز اللاعبين الاسكواش على المستوى الوطني. في صغره، وكانت الرياضيات أفضل شيء تقوم به نيكول في المدرسة؛ حلمت في يوم من الأيام أن يصبح مهندسا. كان التعليم الابتدائي لها في كبانغسان دير الخضراء لين (مدرسة دير غرين لاين، الابتدائي). وسجلت نيكول وسبعة ولبلدها تقييمات وحصلت على سبعة وفي بلدها Sijil Pelajaran ماليزيا (ما يعادل GCSE)، التي درست في دير الخضراء مدرسة لين الثانوية في غرين لاين، وبينانق. كانت من طائفة الروم الكاثوليك.
في 7 يونيو 2008، تم تكريم نيكول مع وسام الاستحقاق (داراج Bakti) أو DB بالتزامن مع عيد ميلاد جلالة الملك توانكو ميزان زين العابدين. هي كانت أول متلق لهذه الجائزة التي أنشئت في 26 يونيو 1975. ويقتصر الجائزة إلى 10 المتلقين الذين قدموا مساهمات كبيرة في مجال الفنون والعلوم والعلوم الإنسانية.

## روابط خارجية
- نيكول دايفيد على موقع الاتحاد الدولي لمحترفي الاسكواش (مؤرشف) (الإنجليزية)
- نيكول دايفيد على موقع SquashInfo.com (الإنجليزية)
- نيكول دايفيد على موقع اتحاد ألعاب الكومنولث (مؤرشف) (الإنجليزية)
- نيكول دايفيد على موقع اتحاد ألعاب الكومنولث (مؤرشف) (الإنجليزية)
- نيكول دايفيد على موقع الجمعية الدولية للألعاب العالمية (الإنجليزية)